# Цербера мангас
Це́рбера ма́нгас (лат. Cérbera mánghas) — сильно ядовитое вечнозелёное дерево, вид рода Цербера (Cerbera) семейства Кутровые (Apocynaceae).

## Ботаническое описание

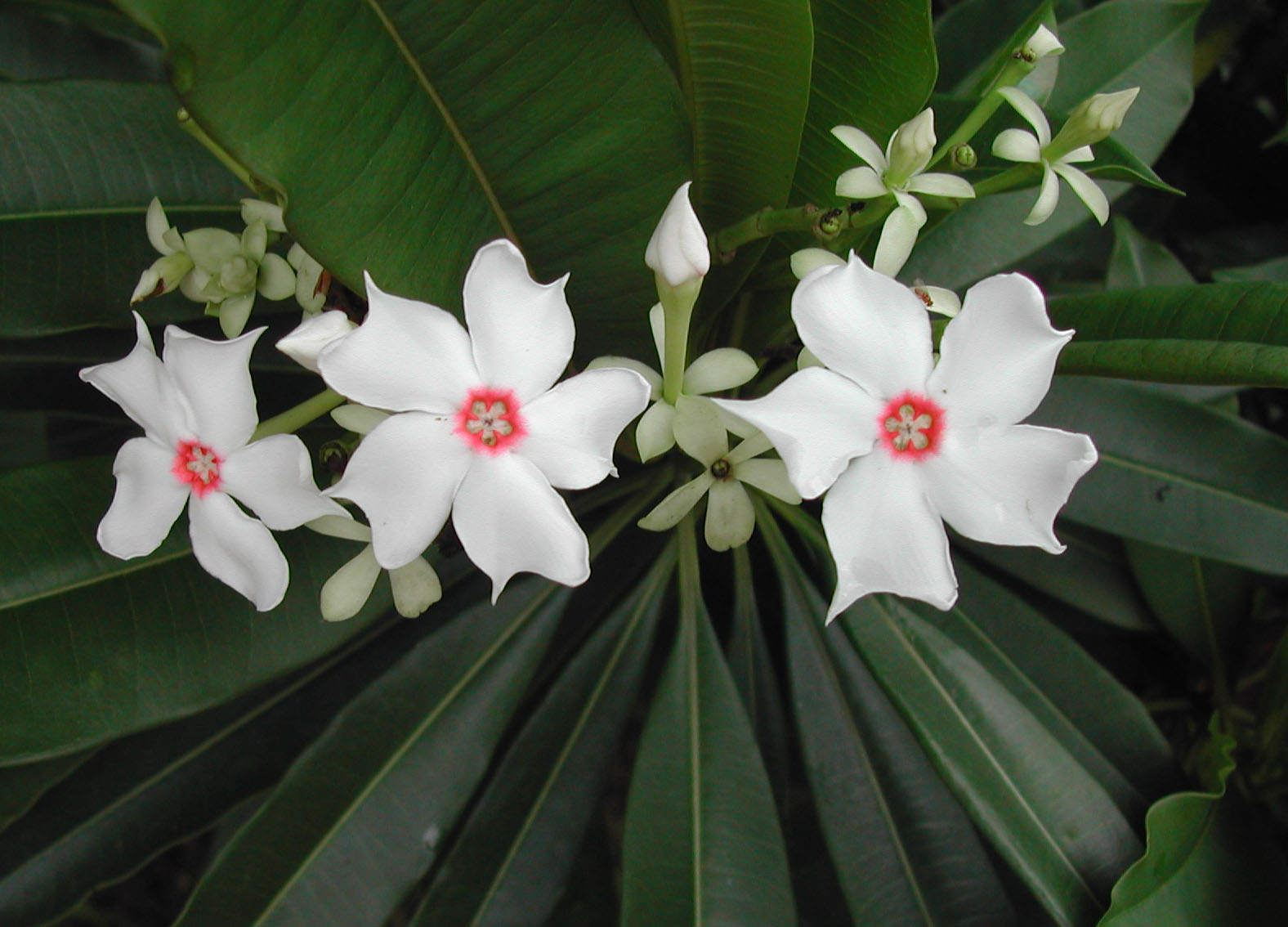
Соцветие церберы

Цербера мангас — вечнозелёный кустарник или, чаще, небольшое дерево, достигающее 1—20 м в высоту, с обильным белым латексом. Листья на черешках 1—5 см длиной, сами пластинки продолговато- или обратнояйцевидно-ланцетовидные, 8—23×2,5—7 см, с притупленным или заострённым концом.
Соцветие достигает 20 см в длину и ширину, с ароматными цветками. Прицветники быстро опадают. Венчик с чисто-белым отгибом и красно-розовой трубкой. Чашечка разделена на яйцевидно-четырёхугольные или яйцевидно-треугольные чашелистики. Тычинки 1 мм длиной, с ланцетовидными пыльниками до 2,7 мм длиной. Пестик 1 мм длиной, рыльце до 2 мм в диаметре.
Плод яйцевидный, зелёный, при созревании ярко-красный, около 9×6×5 см.

## Ареал
Естественный ареал церберы мангас — острова Малезии до Туамоту, а также Сейшелы и Коморы.

## Значение
Латекс церберы используется в медицине некоторых народов Малезии, в частности, для вызывания рвоты при отравлениях. В нём содержится сильнейший сердечный гликозид церберин, способный в больших количествах вызвать смерть человека. Вдыхание паров церберы может вызвать сильное недомогание. Филиппинские рыбаки использовали семена растений для умерщвления рыб.
Народы Восточной Африки и Мадагаскара использовали семена церберы для доказательства виновности подсудимого. Если, съев немного семян растения, он оставался живым, он считался невиновным, отдавший же жизнь был провинившимся.
Сушёные листья церберы в народной медицине прикладываются к местам раздражения кожи.
Плоды церберы внешне немного напоминают плоды манго (отсюда и видовое название), однако очень горькие на вкус. Известны случаи отравлений людей, спутавших их.

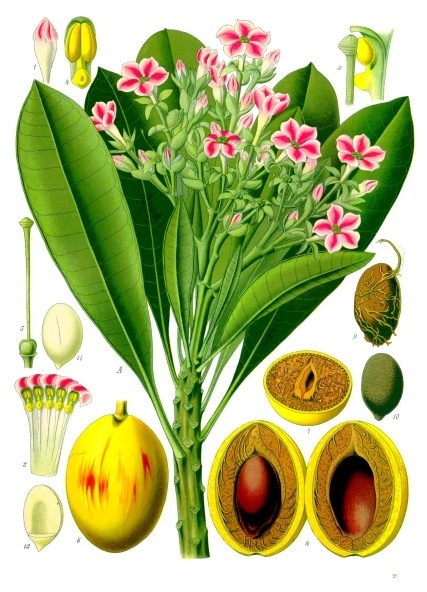
. В оригинальном издании иллюстрация подписана названием Cerbera Tanghin, вошедшим в синонимику вида

## Таксономия

### Синонимы
- Cerbera lactaria Buch.-Ham., 1822
- Cerbera linnaei Montrouz., 1860
- Cerbera odallam sensu Seem., 1861
- Cerbera tanghin Hook., 1830
- Cerbera venenifera (Poir.) Steud., 1840
- Elcana seminuda Blanco, 1845
- Odollamia manghas (L.) Raf., 1838
- Odollamia moluca Raf., 1838
- Tabernaemontana obtusifolia Poir., 1817
- Tanghinia manghas (L.) G.Don, 1837
- Tanghinia veneneflua G.Don, 1837
- Tanghinia venenifera Poir., 1817